# Койтово (Витебский район)
Койтово (бел. Ко́йтава) — деревня в Витебском районе Витебской области Республики Беларусь. В составе Мазоловского сельсовета.

## География
Находится на севере (северо-востоке) от Витебска. С юго-запада к Койтово примыкает Руба (посёлок, входящий в Железнодорожный район Витебска).
На западе от деревни находится клеверообразная развязка автодорог М8 (граница РФ (Езерище) – Витебск – Гомель – граница Украины [Новая Гута]) и Н2301 (Руба – Тарасенки – граница РФ).
Деревня располагается на правом берегу Западной Двины около моста. Через 850 м выше по течению реки находится Музей-усадьба И. Е. Репина «Здравнёво». Территория за Здравнёво до карьерного пруда Тяково также относится к деревне Койтово. Площадь населенного пункта 60,6 га, протяженность границ 3,2 км.

### Геология
Около деревни, на берегу реки Западная Двина располагается Тяково-Койтовское месторождение доломита.

## История

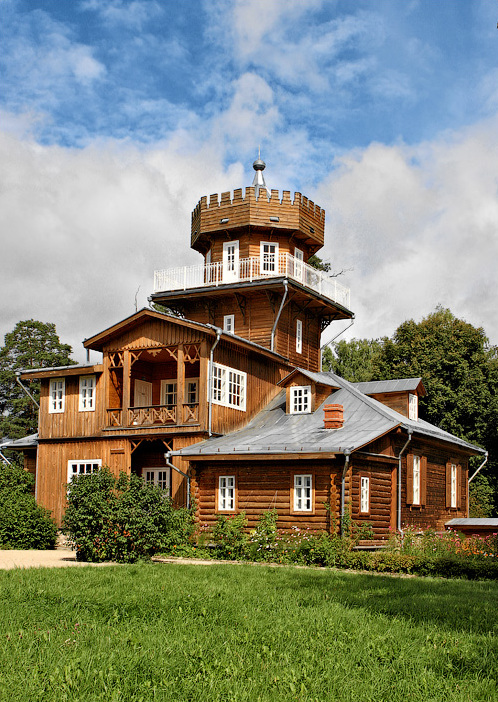
Музей-усадьба И. Е. Репина «Здравнёво»

### Имение «Койтово»
Соколовский передал имение Койтово своей жене Анне Койтовской, которая в 1630 году отдала Койтово своему сыну Григорию Апаскевичу (бел. Рыгор Апацкевіч).
В 1785 году в состав имения «Койтово» входили сельцо Койтово и деревни: Загуя, Дровнева, Тякова, Авсюкова, Шалыги, Лущихи, Лыски(?), Плешкова.
Ручей Прудища(?), современное название Тяковский, вытекал из озера Безымянного (современное название Краснодворское). Около деревни Шалыги на нём была устроена плотина, вероятно с водяной мельницей. Ручей впадал в Двину между деревнями Дровнева и Тякова.
Всего в имении 38 дворов, по ревизии мужеска пола душ 127, женщин 160. Под усадьбой 26 десятин земли. Всего земли 1964 десятин. Владение Титулярного Советника Тадеуша Адамова сына Анацкевича (Ананкевича?).
В период 9 января 1865 года — 22 февраля 1866 года временнообязанные крестьяне выкупали земельные наделы у Яцкевича А. О. имения Койтово, кроме того 15 сентября 1867 года — 23 июля 1868 года выкупались наделы у Фирсовой Ф. Ф. и Оборской А. А.
В 1878 году имение «Койтово» лютеранина Федора Андреевича Шнее составляло 868 дес. земли.
В мае 1892 года имение «Софиевка» («Малое Койтово»?) 108 десят. земли, купил художник Илья Репин. На месте, где раньше была деревня Дровнево, он построил усадьбу Здровнево занимался благоустройством территории. После 1902 года Репин и его семья перестали приезжать на лето в своё имение.
В 1905 году имение «Койтово» Верховской волости Витебского уезда 117 десят. удобной земли, 10 десят. неудобной, 333 десят. под лесом. 1 двор, 11 мужчин, 17 женщин. Владелец Л. Гин, дворянин, лютеранин.
Ему также принадлежали, находившиеся на несколько верст дальше от Витебска и Верховья, фольварки: Лыски (25 дес.), Федорово (21 дес.), Емельщина (24 дес.).

### Деревня Койтово
После присоединения к БССР в 1924 году деревня Койтово входит в состав Николаевского сельсовета Северо-Витебского района Витебского округа, с 26 марта 1927 года в образованном Витебском районе.
15 февраля 1931 года Витебский район был упразднён, Николаевский сельсовет перешел в Городокский район. 5 декабря 1931 года сельсовет в подчинение Витебского горсовета.
С 27 июля 1937 года Николаевский сельсовет в составе восстановленного Витебского района БССР, с 20 февраля — Витебской области.
В 1926 году, согласно переписи населения в деревне было 5 дворов, 22 жителя.
Вступили в колхоз имени Кирова.
В 1936 году в Койтово расселили хутора Борошевка и Бебрино, в 1939 году в Койтово — хутор Зайчиха.
В 1941 году в Койтово было 64 двора и 280 жителей. На фронте погибло 20 человек, в партизанах 9 человек. Во время весеннего наступления 1944 года в районе Койтово погибли 23 воина Красной Армии.
22 декабря 1960 года территория Николаевского сельсовета вошла в состав новообразованного Мазоловского сельсовета.
В 1969 в деревне Койтово 21 двор и 67 жителей.
В 1996 году в Койтово 19 дворов и 35 жителей. В составе колхоза «Победа» (центр, деревня Сущёво).
В 2003 году 29 хозяйств и 40 жителей.
Сельскохозяйственный производственный кооператив «Сущево» ликвидирован 27 декабря 2007 года.
По переписи 2009 года проживал 21 человек.
На 2014 год 14 дворов, 19 жителей, из них 11 трудоспособного возраста, 1 младше, 7 старше.
На 2018 год в деревне 18 домохозяйств, 29 жителей.

## Население
- 1926 год — 5 дворов, 22  жителя
- 1941 год — 64 двора, 280 жителей
- 1969 год — 21 двор,67 жителей
- 1996 год — 19 дворов, 35 жителей
- 2003 год — 29 хозяйств, 40 жителей
- 2009 год — 21 житель (перепись населения)
- 2014 год — 14 дворов, 19 жителей
- 2018 год — 18 домохозяйств, 29 жителей

## Разработка месторождения доломитов
В 1958 году в результате проведенных поисково-разведочных работ на правобережье реки Западная Двина был выявлен участок «Тяково-Койтово».
Карьер «Тяково-Койтово» разрабатывался в период 1967–1978 гг.
В настоящее время этот участок месторождения находится в зоне охраняемых государством памятников истории и культуры и законсервирован.

## Достопримечательность
- Музей-усадьба И. Е. Репина «Здравнёво» —  Историко-культурная ценность Республики Беларусь, шифр 213Д000281.
- Затопленный законсервированный доломитовый карьер Тяково.
- В 1975 году в 300 м от Койтово поставлен обелиск на братской могиле № 4427, в которой похоронены Галеев Николай Васильевич (3 февр. 1944) и Масленников Николай Павлович (10 мая 1944).